# Ligne de Bréda à Maastricht
Vous pouvez aider à l'améliorer ou bien discuter des problèmes sur sa page de discussion.
- Il ne cite pas suffisamment ses sources. Vous pouvez indiquer les passages à sourcer avec {{référence nécessaire}} ou {{Référence souhaitée}}, et inclure les références utiles en les liant aux notes de bas de page. (Marqué depuis mai 2023)
- Son texte doit être wikifié : il ne correspond pas à la mise en forme Wikipédia (style, typographie, liens internes, liens entre les wikis, etc.). (Marqué depuis mai 2023)
- La traduction doit être revue. Le contenu est difficilement compréhensible à cause d’erreurs de traduction, peut-être dues à l’utilisation d’un logiciel de traduction automatique. (Marqué depuis mai 2023)

- Archive Wikiwix
- Bing
- Cairn
- DuckDuckGo
- E. Universalis
- Gallica
- Google
- G. Books
- G. News
- G. Scholar
- Persée
- Qwant
- (zh) Baidu
- (ru) Yandex
- (wd) trouver des œuvres sur Wikidata

La Ligne E est le chemin de fer entre les villes de Bréda, selon la State Railways Construction Act du 18 août 1860 par l'État de Pays-Bas – Tilbourg – Eindhoven – Venlo – Roermond – Sittard – Maastricht.

## Histoire
Après la chute du Cabinet Rochussen le 8 février 1860 en raison du problème ferroviaire, le nouveau Cabinet-Van Hall-Van Heemstra déjà à peine deux semaines plus tard. Ce cabinet décida de construire dix lignes ferroviaires aux Pays-Bas aux frais de l'État, dont la ligne ferroviaire Bréda - Maastricht. La ligne de chemin de fer s'appelait Ligne E et se connecterait à la gare de Boxtel à la ligne d'Utrecht à Boxtel, qui est devenue connue sous le nom de Ligne H. Boxtel est ainsi devenu un nœud ferroviaire du Brabant-Septentrional, comme un compromis entre les intérêts de Bois-le-Duc et Eindhoven. Le chemin de fer est en grande partie financé par les revenus des Indes orientales néerlandaises.
Le chemin de fer a été ouvert par étapes:
- 5 octobre 1863 : Bréda – Tilbourg
- 1er mai 1865 : Tilbourg – Boxtel
- 1er juillet 1866 : Boxtel – Eindhoven
- 1er octobre 1866 : Eindhoven – Venlo
- 21 novembre 1865 : Venlo – Maastricht

A l'ouverture du chemin de fer, aucune festivité n'était organisée, ce qui était normal à l'époque. Cela était lié à une épidémie de choléra autour de Helmond.
Il y a deux ponts ferroviaires, un sur l'un des principaux fleuves des Pays-Bas : la Meuse à Venlo (1866) et l'autre sur la ancien Zuid-Willemsvaart à Helmond, le pont ferroviaire n'est plus utilisé.

### Affaissement historique près de Geulle
Près de Geulle, une pente a été aménagée pour permettre à la voie ferrée de combler le dénivelé du Bunder- en Elslooërbos. Dans cette forêt à flanc de coteau, cependant, une grande quantité d'eau sort du sol, ce qui a entraîné une instabilité de la pente due à la saturation du sol. Cela a déjà entraîné des problèmes sur le site lors de la construction de la ligne, mais après les travaux nécessaires, la ligne s'est avérée sûre et mise en service. Cependant, Petrus Regout, un éminent industriel de Maastricht, a ouvertement exprimé ses doutes quant à la sécurité de la ligne. En effet, le 25 septembre 1892, le remblai s'enfonce sur une longueur de 80 mètres à environ cinq mètres de profondeur. Un train de voyageurs venait de passer et un train de marchandises en approche pouvait être stoppé par l'intervention rapide d'un habitant de Geulle avant qu'il ne s'enfonce dans la brèche, évitant ainsi un accident majeur. Pendant les travaux de réparation, le remblai a été placé sur une fondation plus solide en pierre de carrière et plusieurs canaux de drainage ont été installés pour éviter tout affaissement supplémentaire. La Gare de Geulle a été construite pendant les travaux de réparation, qui a ensuite été de nouveau fermée.

## Utilisation actuelle
Toute la ligne est en service, mais depuis la construction de la ligne de Eindhoven à Weert en 1913, avec la ligne de Budel à Vlodrop, il y a eu une liaison plus courte entre Eindhoven et Roermond. Les trains directs entre Eindhoven et Roermond ne passent donc pas par Venlo, voir Liaisons ferroviaires avec Eindhoven.
La ligne est pour l'essentiel à double voie et électrifiée, à l'exception de deux tronçons. L'itinéraire Boxtel - Eindhoven est à quatre voies car les trains de la ligne d'Utrecht à Boxtel utilisent également cet itinéraire depuis et vers Eindhoven. Le deuxième itinéraire, Venlo – Roermond, est à voie unique et non électrifié. Il est exploité comme la partie sud de la ligne de Nimègue à Venlo.

## Reférences
1. ↑  WCMJM Voncken, "Spoorlijnverzakkingen op het traject tussen Bunde en Elsloo", Heemkundesnippers Maasstreek, oktober 1987, nr. 3. Heemkundevereniging Maasstreek, uitg.  (ISBN 90-70692-07-4)